# 鄉下大叔成為劍聖～只是區區鄉下劍術師傅，成大器的弟子們卻不肯放過我～
《鄉下大叔成為劍聖～只是區區鄉下劍術師傅，成大器的弟子們卻不肯放過我～》是由佐賀崎茂著作、鍋島哲弘擔綱插畫的日本奇幻冒险輕小說，最初在2020年11月17日開始於成為小說家吧上連載，及後由史克威爾艾尼克斯於2021年4月單行本化。多媒體展開方面，由乍藤和樹繪畫的漫畫版在2021年8月24日於秋田書店旗下的網站「到處都是Young Champion」（どこでもヤングチャンピオン）開始連載。故事描述以中世纪欧洲风的世界为舞台，在偏僻乡村担任剑术老师的“大叔”主人公贝利尔·格德南特与取得成就的弟子们再会，在与他们交流的过程中被卷入大阴谋和事件的王道英雄幻想剧。

## 劇情簡介
貝利爾·格德南特是雷貝利斯王国偏僻鄉下道場的劍術教練，虽然没有出人头地，但培养了许多弟子，过着相当满足的生活。某天他的弟子，現時已成為雷貝利歐騎士團團長的亞琉希雅·席特拉斯突然來訪，告知師傅已被指名成為騎士團的特別教官，并恳求他和她一起来到首都。貝利爾認為自己難堪大任，雷貝利歐騎士團內部也對這中年大叔深感質疑，但在模擬戰中以壓倒性擊敗副團長亨布里茲·德勞特後，他的堅強實力終於獲得認可。
成為雷貝利歐騎士團特任教官後，貝利爾持續在王都邂逅曾經的徒弟，其中包括同為騎士團團員的可露妮·克魯榭爾、最高階冒險者「龍雙劍」蘇蕾娜·里珊德拉，以及魔法師團首席菲瑟爾·哈貝拉，並在遇到最後者的當天與魔法師團團長露西·黛雅芒德針鋒相對，其後兩人皆互相讚嘆對方的實力。此後貝利爾陸續與蘇蕾娜等人解決強大的異種獅鷲獸，也捲進斯芬教在巴鲁托雷恩教會雷畢尤斯·薩路雷昂主教的陰謀之中。

## 登場人物

### 主要角色
貝利爾·格德南特（Beryl Gardinant，聲：平田廣明/峯田大梦（幼年））
本作主人公。在雷貝利斯王国偏僻鄉村——畢登村道場內當劍術師傅的中年(40岁？)独身男性，後來在弟子亞琉希雅的邀請下成為雷貝利歐騎士團的特任教官，并定期在魔术学院的剑魔法科进行指导。
儘管總是自嘲是「隨處可見的大叔」，但其實劍術實力高強，五感極其出眾，（贝利尔本人在亨布里兹提到之前完全没有自觉）在首都以亚琉希雅为首的弟子間将其名字推广出去的结果有著「鄉下劍聖」的美譽。是作品中屈指可数的实力者和有高尚人格的人。培养出许多优秀的弟子，也受到那些弟子的仰慕，但对自己的评价异常低（因为一次也没有赢过前任老师的父亲莫尔迪亚就因为腰疼而引退，所以对自己的评价很低）无自觉系主人公。如果仅限于剑的话，使用当地买到的普通剑和没有研磨过的剑（钝剑）斩杀稻草束而不会水平掉落，用剑技和临场的反应来抵御露西的魔术，面對身為頂級魔法師/魔法兵器也毫不遜色怯場。在与王国骑士副团长亨布里茨的模拟战中非常激烈，剑击全部都能获胜的剑术，特别是一对一的剑术，即使到了中年也出类拔萃。年轻的时候虽然当过冒险者，但在挑战洞穴时被怪物打得遍体鳞伤，于是逃了回去，之后就不再以冒险者的身份活动了。
从姿势和肌肉的动作瞬间察觉到对方接下来会如何动作，进行最大限度的反击或者移动到安全场所的断开的技术，特别是最大限度地利用了超乎常人的动态视力和反射神经，让亚琉希雅说谁也模仿不了“不需要赢，但绝对不会输（生存）”的看了之后再处理的，后发之剑的持有者。平常就希望弟子们能从事适合剑术的职业。
性格木讷大方，外表朴实无华。在酒馆喝上一杯麦酒、啤酒比什么都开心（有关一个细节就是当贝利尔打算离开客栈从首都中央区租房子时考虑到价格虽然付得起，但会扣掉酒钱变得很烦恼）。特别是初次见面时容易被人怀疑其实力，但自己姑且不论，在弟子或亲近的人受到侮辱或危害的情况下更是表现出与平常完全不同的愤怒。比起国王称赞，来自养女缪伊的肯定会感到更加高兴。
武器是一般的长剑，但在与定名怪物异种狮鹫的强力个体“泽诺·葛雷布”的死斗中被熔化（动画版改为折断），之后便由贝利尔唯一年龄比他大的前弟子巴鲁迪尔在锻造屋打造的，使用泽诺·葛雷布的钩爪制作的红色长剑作为搭档。
故事中剑的握法等都有详细的描写，可以认为贝利尔的剑术是以互角推搡，拮抗为主轴的德国流剑术为模型。在漫画版中，巴鲁迪尔握着贝利尔的手，给人一种“剑士的印象”，而贝利尔的气息则被描述为“剑和一只巨大章鱼的触摸手臂，却不见底的东西”。意思是“没有声音，变幻自如且灵活，以惊人的力量捕获猎物，甚至被称为异形的怪物”。(另外，巴鲁迪尔握着可露妮的手时的印象是“和巴鲁迪尔一样高的猛牛”漫画版单行本的附赠页中介绍的其他常规角色的剑士形象是“亚琉希雅=鹫”、“苏蕾娜=狮子”、“亨布里兹=狼”、“菲瑟尔=蝎”)。
亞琉希雅·席特拉斯（Aleusia Citrus，聲：東山奈央）
貝利爾的徒弟之一，拥有长长的银发、白皙的皮肤和碧眼的身材苗条、冷酷美貌的女性。外號「神速」/「闪电般的亚琉希雅」，雷貝利歐王都騎士團的團长。从小就高度评价贝利尔的实力，十六岁时获得贝利尔的毕业证书，从道场毕业。之后以让她在与实力相称的舞台上活跃为目标而叩响雷貝利歐骑士团的大门。在入团考试中连担任考官的骑士都快速击倒，以满分的成绩入团后迅速出人头地，成为骑士团史上最年轻的团长，十年后推荐贝利尔担任骑士团的剑术特别指导。
人美又聪明，严格又不失仁慈，平常充满骑士团长的威严。现在负责骑士团的文职为主，但平时剑术锻炼也没有缺乏活动。之所以外号「神速」，因为亚琉希雅往往初次一击就会与对手分出胜负，更少数人可以接下她的三招。招式凌厉，不仅在于其善于使用膝盖还因为其视力极佳能够看出对手破绽进攻。即使是身为“剑圣”的贝利尔与之对峙也不能掉以轻心，认为采取正面途径基本不可能获胜，最后靠扯下亚琉希雅的战服间隙使之摔倒最终拿下一分。由于对贝利尔有著超越单纯剑术师傅和弟子关系的感情，和贝利尔一起逛街时会嘟囔著“这已经是约会了”，如果眼前有个和貝利爾亲密交谈的女性的话，连周围的人也不会注意到，变得情感用事的一面。和貝利爾一样喜欢啤酒。在能够独当一面的时候被贝利尔赠送饯别剑，亚琉希雅成为骑士团长的现在也珍惜地使用着那把剑。
蘇蕾娜·里珊德拉（Slena Lisandra，聲：上田瞳）
貝利爾的徒弟之一，外號「龍雙劍」，黑色級（最高階）的公会所属冒險者（世界上也很稀少，被认为是不世出的）。体态轻盈，拥有无尽的体力，使用双手持剑不间断地使出斩击的双剑，因使用自己讨伐的龙的素材锻造的剑而有“龙双剑”之名。身穿重视实用性的披肩板，燃烧火焰般颜色的长发用黑色大缎带随意扎起马尾，是个身材高挑、体格健壮，好胜的红眼睛美人。在各地跑来跑去的贸易商家出生，却遭遇被怪物袭击而失去双亲的悲剧，在找到养父母之前受到贝利尔的照顾而学习剑术，直至被養父母收養後才分道揚鑣（其实很想一直留在那里但觉得太自私)。里珊德拉是养父母的姓氏。委托巴鲁迪尔用与贝利尔一起讨伐的狮鹫的强大个体·定名怪物“泽诺·葛雷布”的素材制作贝利尔的剑。
因为在移动途中被魔物袭击而失去双亲的经验，所以对骑士团抱有相当的不信任感。成为冒险者的原因除了不希望他人经历自己的遭遇外，还想发扬贝利尔传授的剑术。与统率骑士团的亚琉希雅以“席特拉斯”女士和“里珊德拉”女士互相称呼，平时互相仇视，但剑技的实力是双方最清楚且互相认可的。苦练自身技术20年，成为黑色级冒险者很高兴再次与师傅贝利尔交手，比试最终由贝利尔指出其左手没练好不如惯用手的弱点而结束。作画：狭崎正美（ハザマササミ）、构成：四谷善治（四谷ゼンジ）的第二部衍生漫画《乡下的大叔成为剑圣外传龙双剑的轨迹》于2025年2月7日在《young GanGan》发售的同年No.4开始连载。现刊1册。
可露妮·克魯榭爾（Kuruni Kruthiel，聲：廣瀨有紀）
貝利爾的徒弟之一，騎士團的成員兼開心果。有著“~”（「～っす」）的口头禅和像狗一样的亲昵，可爱的娃娃脸和大大的缎带，身材娇小的年轻女骑士（虽然比亚琉希雅年轻，但胸部比亚琉希雅大）。与外表相反，拥有仅次于亨布里兹的怪力。利用速度和怪力，飞进对手怀里进行超近距离战斗是其特点，但另一方面也有间隔太短的缺点。在道场上学的时候就以短剑为武器，但在加入骑士团后的锻炼中遇到瓶颈，在接受了贝利尔的咨询后换成了双手剑，克服了间隔短的缺点，利用了刀刃的长度和刀柄。也确立了将格斗战编入的远近两用战法，崭露头角。
在与教团的罗伯利战斗中，吃了贯穿左脚的突刺，受到涂毒的剑的斩击也毫不畏惧的将其带入擅长的超接近战中压倒对手，最后以亨布里兹亲自传授的回转斩取得胜利。
菲瑟爾·哈貝拉（Fissel Haberler，聲：矢野妃菜喜）
貝利爾的徒弟之一，使用劍魔法的魔法師團王牌法師。黑色直发及肩长发。说话节奏独特，面对长辈多用体面言结尾的女性。同事、朋友和露西的爱称是“菲斯”（「フィス」）。自认为自己是比任何人都幸运的人，特别是输给对魔术师有利的剑士是最大的屈辱。作为贝利尔的弟子，将从他那里学到的剑技和魔术组合起来的剑魔术使用者。弟子时代是亚琉希雅和苏蕾娜的师妹，与可露妮是同世代。另外，作为魔术师的术理被魔法师组织的首领露西所教导，因此她既是贝利尔的弟子，同时也是露西的弟子。使用魔术施展斩击、在剑技上附加魔术等多元化，贝利尔说“与其说是魔术师不如说是魔法剑士”。原本在魔法师团的工作态度，再加上露西知道贝利尔是菲瑟尔的师父，露西也很喜欢她，年纪轻轻就被任命为魔术师学院剑魔法科的讲师。拥有卓越的实力，但那是靠一天能完成一千次挥棒的菲瑟尔自身不懈的努力和才能，有强迫学生也这样做的倾向，露西说“教得很拙劣”。
原本在幼年时期就发现了魔法方面的天赋才能，在贝利尔的道场里剑的才能也开花结果，被父母和道场的同期生们当作天才来称赞，但菲瑟尔却不怎么高兴。比起“我”“菲瑟尔之所以强大，是因为他比任何人都更努力，当与生俱来的才能更厉害”贝利尔称赞她的努力时，感到很高兴，之后在魔法师团的工作也努力到筋疲力尽后，对女魔术师同事说“表扬我吧”并慰劳她。等等，有着“作为努力的人想被夸奖”的一面。
在与教团的战斗中，以魔力量强大的乌罗为对手，虽然因弱化魔术苦战，但最后还是自由操纵剑取得胜利等，能够在实战中使用剑魔法的人目前只有她一人。
另外，作画：空路惠、构成：渡边树的外传漫画《乡下大叔成为剑圣外传开始的魔法剑士》于2024年11月29日在《マンガUP!》上连载。现刊1册。
露西·戴蒙德（Lucy Diamond，聲：齋藤千和）
与骑士团战力形成双璧的王国魔法师团团长，受國家直接控管的魔法兵器，教導菲瑟爾魔法的师傅。有著可爱的幼气容貌和不相称的老年人语调的女性。外表看起来只是个有着像人偶一样美丽的金色长发和白色肌肤的10代前半的少女，但由于使用魔术固定外表，实际年龄比贝利尔还大。但由于不受年龄和自身头衔的影响神出鬼没（而且并非毫无想法，也夹杂着权力者、贤者的思考和政治能力），乍看之下只会觉得和看上去年龄相符。
精通大陆的所有魔术，作为魔术师（战力上、睿智、知识、见识上）是王国最强的实力者，不仅是魔法师团长，还兼任魔术师学院的院长。不只是上述肉体年龄的年轻化，还能治疗肉体的损伤和不适，使用魔术进行身体强化，大规模且自由地操纵火、水、冰、土砂和岩石、雷击、空间压缩和旋转等，还能将火、水、土块成形为人偶来操纵。（特别是后者可以远程操作，将其变成和自己一模一样的样子，用其土块身体也可以像自己本体时一样进行战斗驱使和魔法发动），将不同的魔法相互结合产生更大的效果（水魔术×炎魔术超压缩混合水蒸气爆炸等)，能使用魔术制约对手的意识并赋予条件，也能反过来解除对方的意识等非常强大且多样的魔术。虽说是“魔术vs剑术”这一不同领域的比赛，但他是少数没有输给贝利尔的人之一。
认识的经过实际交战后互相认可的实力，在互相帮助或提出麻烦案件、以及后述的缪伊的生活的种种两个人（就像缪伊的父母那样）互相合作、商量前进的道路和立身之道，也不考虑职务和年龄的高低，在贝利尔首都的人际关系中非常珍贵的“互相客气”没有对等关系”的人物。对于贝利尔的实力和与之相反的自卑、谦逊的习惯与亚琉希雅同样感到不情愿，“他并不是能让人驯服的大人物，就连国家骑士团的指导角色都还不够。为了能向更需要他力量的人伸出援手，应该扬名天下”。

### 雷貝利斯王国

#### 王族
格拉提奥・阿福德・埃尔・雷貝利斯（声：菅生隆之）
国王。年纪（根据贝利尔的判断）接近壮年后半到老年，脸上有明显的皱纹，表情严肃。曾经向亚琉希雅热烈推荐贝利尔当皇家卫兵队，对贝利尔的十分欣赏。
法斯马提奥・阿福德・埃尔・雷貝利斯
第一王子。贝利尔估计他二十岁左右。凛凛的眉毛是其特征，给人以干练印象的人物。向贝利尔感谢他救了妹妹（萨拉基亚）一命。
萨拉琪亚・阿福德・埃尔・雷貝利斯（声：琴宫步梦）
第三公主。根据贝利尔的判断，她才十五岁左右。有着和可露妮相似的圆圆的大眼睛的娃娃脸，虽然还残留着与年龄相符的“可爱”，但由于她的立场，拥有与年龄不相符的文静和气度，具备王族的威严。与斯芬迪巴尼亞王国的葛伦王子的婚姻正在进行中。
在雷贝利欧骑士团和贝利尔的护卫下，与斯芬迪巴尼亚使节团的葛伦王子一起游览城市。途中虽然遭到暗杀者的袭击，由于贝利尔等人的活跃下平安结束，之后（也可能是之前亚琉希雅对贝利尔的大力介绍）似乎对贝利尔有印象很好。后来嫁给葛伦王子，在斯芬迪巴尼亚王国的教都迪尔玛哈卡举行婚礼。

#### 雷贝利欧骑士团
亨布里茲·德勞特（Hemmblitz Draut，聲：石川界人）
雷貝利歐騎士團的副團長，外號「轟劍」，雷貝利歐骑士团的副团长，金色短发、红色眼睛、浅黑色皮肤的精悍年轻男性。以武而生的好青年，为了确认被任命为骑士团特别指导的贝利尔的实力（如果贝利尔只是想靠亚琉希雅的关系取得要职的卑鄙小人的话，打算毫不留情地将其消灭），要求进行模拟战。在那一天挑战了贝利尔数十场（即使使出绝招“回转斩”），却连一场都没拿到就被完封后，对他的实力、人品和眼光感到钦佩，于是以超越貝利爾为目标每天努力锻炼。作为副团长，能很好地照顾稍微有点洁癖和死板的亚琉希雅，也很会照顾到骑士团的运营顺利进行。喝了酒就会发热的类型。
拥有可以用一根棍棒将狂暴牛头敲碎的怪力，由于每天严格的锻炼，体力也非常惊人，甚至可以从建筑物4楼的窗户毫不在乎地跳下来全力奔跑追逐盗贼，即使在战斗中手臂被剑刺穿也保持原状。能够不乱追击等，坚韧性和忍耐力也远远凌驾于常人之上。会“回转斩”(用牵制兼展示的太刀向下段发起斩击，瞄准被击中或因回避而使对手脚下变得不稳定的时候，用自己的身体瞬间旋转强力斩击对手。即使被剑防御，如果从正面接住的话连武器一起破坏的破坏力)的必杀技。因此有“轰剑”的别名。
艾文斯·吉恩（声：山口翔平）
雷贝利欧骑士团的骑士之一。与可露妮同年代的年轻人，被贝利尔寄予未来发展的希望。

#### 首都巴鲁托雷恩
巴魯迪爾·盖斯普（Bardel Gasp，声：高冈瓶瓶）
在首都巴魯托雷恩开设工房兼武器店的铁匠。贝利尔唯一指导过比他年长的弟子，也是與可露妮、菲瑟爾等人同期的貝利爾弟子。豪放磊落且是个老好人，自己制作的剑被恶劣顾客以骗钱的谎话骗走时也老实相信并被骗走，在被指出这点后也说“那就太可怜了”真正的人也不存在，即使说谎也想要我的剑，真是厉害啊。太好了太好了”的积极的性格。
虽然年龄和体格都比贝利尔大上一轮，但他也曾拜师貝利爾老家道场，与可露妮和菲瑟尔同期学习剑术。敲门理由是“作为剑匠，为了了解剑，也想了解挥剑的剑士是什么”。出于这个动机，即使年纪比自己小的贝利尔或孩子都要大，他毫不羞怯地向可露妮、菲瑟尔请教，与道场的孩子们一起认真修行。
作为锻冶师的技术也很优秀，被苏蕾娜所信赖。另外因为在剑术道场亲身学习过“剑士”的关系，所以不只是“剑”，连“那个使用者是什么样的家伙”都能看清后提供武器有著透過握手便能了解到劍士的特徵及體格。在修煉時已立志為師父打造一把好劍，後來以成功讨伐異種獅鹫兽与提供素材和锻造资金的苏蕾娜（同样是贝利尔的弟子，“要一把与老师相称的名剑”）意气相投，使用泽诺·葛雷布的爪子作为素材为了貝利爾打造了魔剑。
哈尔维·沙迪
露西家里的女性佣人。根据贝利尔的说法，感觉很有气质，年龄应该比自己稍微大一点。
繆伊·弗雷亚（Myui Freya，聲：仲田亞理沙）
在失去姐姐佩利卡（ヘリカ）後受盜賊集团「宵暗的魔手」头目蒙騙，為了籌錢復活唯一的至親而成為扒手的流浪孤儿少女。没有人教就能发出简单的魔力火焰等，具有先天性优秀的魔法才能，从懂事起就在父母不在的情况下，与姐姐两人拼命地做着零工生活，在生活的困苦和与之相关的纠纷中最爱的姐姐不见了，在绝望中自失的时候看到了那个魔法的力量的“宵暗”说“姐姐死了，但是魔法的力量也许能让姐姐复活，但是那需要莫大的金钱。如果想让姐姐复活的话，就把赚钱的钱上缴给我吧”。大概是在东南区中长大的关系，警戒心很强，行为举止、性格和语调都有点粗野。
後來在試圖偷貝利爾的錢後被擒獲，但因持有魔力而被保護起來，在看到其魔法力量的贝利尔等人向露西介绍的席间说了“为了让姐姐复活”的事，但权威的露西说“即使是魔法也能‘治疗’，但‘复活’是不可能的”，以及“将这种只能说是太过的要素作为交易材料的宵暗故事的奇怪之处”。得知自己在“宵暗”被剥削、利用后感到愕然，因此对宵暗非常愤怒的露西、贝利尔和王国骑士团将盗贼团消灭、揭发，骚动的善后工作也做好了被寄养在露西的宅邸。之后通过露西赠予贝利尔一间房子作为讨伐报酬与之住在同一屋檐下，露西看中缪的才能，推荐她进入王国的魔术师学院学习。在菲瑟尔所教的班级里与同学们一起学习剑魔法，同時在貝利爾的指導下學習劍魔法。
宵暗（声：佐藤节二）
把流浪孤儿当成棋子，通过反复偷窃并从中获利的盗贼集团“宵暗的魔手”的首领。身材高大，脑后披着长发。把盗贼团巢穴设在首都主街旁边的小巷，方便藏木于林。身上有各式各样的出产自斯芬迪巴尼亚王国的高级魔装具，按露西说总额足以盖一座豪宅。虽然能熟练使用魔法，拥有作为恶徒必要的充分战斗力，但完全敌不过露西，反而被其魔法击倒。背地里接受斯芬教（雷毕尤斯主教）的支援（魔装具之一的“噬魔披风”是由定名怪物制作的，相当于斯芬教的宝物），后来被教会骑士团修卜尔暗杀。
伊布洛伊・赫魯曼（声：奈良徹）
雷貝利斯国内的斯芬教会司祭。漫画版萨伦涅欧主教是其上司，后来成为了主教。与露西是旧识。考虑到彼此的立场，跨越国境交换政治、暗斗上的情报和交换不公开的请求也不止一次。在逮捕盗贼团“宵暗”之后，发现了与雷貝利斯国内活动的斯芬教干部的不稳定动向相关的事情，于是通过露西向贝利尔提出了（在秘密调查的前提下）进行逮捕的委托。另外，伊布洛伊虽说是在雷貝利斯活动的斯芬教干部，但并非斯芬迪巴尼亞人。
因此，从本国教会和王城的政治纠葛来看属于外人，从两者的暗斗中退一步，以中立的观点看待国家和教会。对于以下本国教会神父雷畢尤斯在巴魯托雷恩市内的暗中活动，靠着贝里尔等人举报巴鲁托雷恩教会里有不明身份的尸体，而且从不自然的金钱流动来看，主教可能购买了很多尸体，并有什么企图。向并非政府的外部人士露西和贝利尔提出协助（以教会相关人士来说，这是健全的意义），也是出于这种立场和考虑。作为斯芬教团的干部圣职者，不仅精通“奇迹（雷貝利斯所说的恢复魔术和身体强化魔术）”，似乎也精通赤手空拳战斗的体术。

#### 魔术学院
金奈拉·费恩（声：寺田晴名）
魔术师学院的教师。为学生着想的女性，担任缪伊的班主任。使用能张开魔力性幕布的防御魔法，其优秀的技术也受到露西的高度评价。她还邀请贝里尔一起吃饭。
辛迪・拉比特、鲁迈特・巴凡、弗雷朵拉・尼克、纳吉亚・甘多
魔术师学院的学生们。剑魔法科的学生，菲瑟尔的学生。辛迪和弗雷朵拉是女生。鲁迈特和纳吉亚是男生。包括她们和缪伊在内的5人属于剑魔法科，接受来到学院的贝里尔的指导。
浮士德・布朗
魔术师学院的教导主任。是个严格的老人，提倡魔法第一主义。根据菲瑟尔的说法，他并不喜欢剑魔法科。为了探寻露西的秘密而解开地下封印，引起骚动。之后被学院放逐。

### 冒险者公会
尼达斯（声：稻田彻）
冒险者公會·雷貝利斯支部的公会会长。他的特征是剪短的头发和浓密胡须，以及右眼的大伤疤，是个性格随和的人，似乎也会向骑士团和魔法师团发出业务上的委托，露西（或者是阿琉西亚等骑士团干部）都是老朋友。
梅根（声：うさみ航）
冒险者公会·雷貝利斯支部的公会会长的助理。大背头黑发，冷峻的眼睛，右眼戴著单片眼镜的细脸中年男性，虽然很古板但很爱孩子。有一个叫莉娜的女儿。由于对外人贝利尔加入迷宫攻略而提出异议，于是发生了贝利尔对苏蕾娜的比赛来测试他的实力。在木剑模拟战中击败苏蕾娜并显示实力，与苏蕾娜一起参加年轻冒险者监督任务，在击破袭击而来的特殊个体狮鹫“泽诺·葛雷布”上有很大的贡献（虽然有负伤者，但零死者）。面对明明做到这件事，却一脸抱歉地说“没能让大家平安回去”的贝利尔，“那就是传闻中的莫尔迪亚·格特南特的儿子……”他自言自语提到。
藍鐸里德・帕多洛克（Landrid，聲：高桥英则）
貝利爾的弟子之一，元第三階白金級的冒險者，已婚，有了兒子後便從退下冒險者身分，後來在貝利爾前往王都後受莫爾迪亞所託成為鄉下劍術道場的師傅。和亚琉希雅是同世代。脸上布满了伤痕，虽然长相凶恶，但性格温厚。等级（被认为是常人的最高到达点）虽然有能进入海洋的实力，但因为把功绩让给别人而停留在其下的白金等级。
波魯塔（声：海渡翼）
年轻的男性剑士，等级为青铜。贝利尔接受参与负责年轻冒险者监督任务时的队伍领袖。对作为雷貝利斯支部的冒险者，晋升到被称为“不世出”的黑等级的苏蕾娜，以及打败苏蕾娜的贝利尔一边抱有畏惧一边憧憬之念。退休的蓝铎里德在他任职期间很照顾他，所以当他听说贝利尔是藍鐸里德的老师时也很惊讶。积累了巩固冒险者的基础，但还年轻不成熟，回程时面对特异个体怪物时受到突袭而负伤。失去意识后，战斗中在薩利卡茲和妮德利的保护下避难。（为了有自信向妮德利倾诉心意）抱着像个年轻冒险者想要成为大人物的上进心，但在贝利尔和苏蕾娜同行的这次冒险中受伤，以及贝利尔的战斗和锻炼看到他对同伴们的关心，领悟到“‘为了立功’而想要变强的时候还只是个半吊子”，重新树立志向。
薩利卡茲（声：峯田大梦）
波魯塔所率领的队伍的成员。比波魯塔稍年长，身穿斗篷和风帽的男性斥候，等级是比队长波魯塔更高的银色。与等级相对应的比其他两人更有经验，作为斥候视野宽广，探知、探测和警戒能力也很优秀。会使用魔装具侦测怪物的危险和数量。
妮德利（声：古木望）
波魯塔所率领的队伍的成员。和波魯塔一样以长剑为武器，梳着丝眼短发，给人一种温和气质的女性剑士。和波魯塔，薩利卡茲组成队伍，似乎也积累了一定的经验，在团队合作上行动也无懈无击，在前卫战斗时也会弥补波魯塔无法顾及的范围。虽然和波魯塔互相喜欢，但波魯塔很顽固，而妮德利则比较晚熟，所以两人的关系一直没有进展，薩利卡茲虽然有些吃惊，但也一直守护着两人。

#### 毕登村
莫爾迪亞·格德南特（Moldia Gardinant，聲：内田直哉）
貝利爾的父親，有著比其兒子更強的實力，直至故事發生20年前才因背傷而隱退，並將道場交予貝利爾。他的剑术实力让主人公贝利尔觉得“即使到了这个年纪，想要超越父亲大人也还早”。但由於年歲增長，導致身体狀況已经不像年轻时那样胡来了，慢性腰痛也困扰着他，于是隐居起来。內心一直希望他能出外闖一番事業，也因此在亞琉希雅邀請其兒子出山時立即答應，把貝利爾趕出家門。
战斗力依然健在，只是“不再胡来”而已。比贝利尔花了更长时间钻研剑术，即使现在的贝利尔也要挑战（不是“对年老的父亲的安慰”或“害怕受伤”），让人不得不带着觉悟去挑战。另外，虽然拥有如此神一般的实力，但不知为何（对自己的名声毫不在意的贝利尔反而稍微出名了一些）道场的名声和他自己的名字都没有被世人所熟知的不可思议的存在（在作品中，上述冒险者公会的梅根看到贝利尔就会想起他而脱口而出的程度）。
芙莲·格德南特（声：大下洋子）
贝利尔的母亲。动画中虽然以微笑很轻松地缓解了莫迪亚的压力，但却对贝利尔说“总有一天会给我一个可爱的孩子”，暗中要求结婚生子。
亚琉希雅的父亲（声：山口翔平）、亚琉希雅的母亲（声：内田爱美）
从邻镇慕名而来的送亚琉希雅上道场的父母。
苏蕾娜的亲生父亲（声：坂卷学）、苏蕾娜的亲生母亲（声：寺田晴名）
已逝，带着幼年苏蕾娜到处贸易的旅行商人。某次运送途中被怪物袭击丧命，留下的苏蕾娜幸被贝利尔发现由格德南特一家短暂收养照顾。苏蕾娜也因此接触剑术成长，直至找到新养父母才离开毕登村。
阿黛尔·克莱因、埃德尔·克莱因
贝利尔和蓝铎里德的弟子，双胞胎姐弟。出身于毕登村的邻村。阿黛尔性格强势，埃德尔性格软弱。在道场里，阿黛尔以雷贝利欧骑士没有来村子为理由向亨布里兹挑衅，姐弟俩一起进行二对一的模拟战。但他毫无招架之力，比赛结束后承认失败并痛快地道歉。

### 斯芬迪巴尼亞王国

#### 王族
葛伦·塔斯马坎·古迪尔（声：石井孝英）
第一王子。（据贝利尔所见）年纪差不多成年了。端正的金发和清澈翡翠色的眼睛散发着王族特有的气质，虽然还不成熟，但为人正直的青年。与萨拉琪亚公主有婚约关系，在作为婚前活动访问雷貝利斯王国时与萨拉琪亚的公开约会行幸中，两人关系和睦得连贝利尔都感到微笑。参与使节团访问巴鲁托雷恩与雷贝利斯的萨拉琪亚公主游览时遭到暗杀者袭击但没有取消行程（考虑到与公主联姻可以确保他登上王位，否则会被视为软弱），但在雷贝利欧骑士团和贝利尔、卡多加等人的活跃下幸免于难。
法尔克斯·塔斯马坎·古迪尔
第二王子。露西说他是虔诚的斯芬教教徒。

#### 斯芬教会
莫里斯·帕西卡
斯芬教会的教皇，斯芬教的最高指导者。对唯一神斯芬的传承和教会所传的教义，以及神的御业和奇迹都有很深的信仰，平时在教团的布教和法话中也广泛地向人们宣传。在贝利尔眼中的印象，一言以蔽之，他是个“虔诚信仰教会教义、善良温和的老神父”，如果不披上高级神职人员的外衣，实在看不出他身上有一种会参与纷争的气场和威严。有着随处可见的一般人的风情。但是，与他当然也有关系的王城之间和教团内部也屡次发生的权势斗争，以及雷畢尤斯主教等不稳势力的暗中活动，他的态度并不明确。
达特雷斯・开曼
斯芬教会的大主教。在格伦王子和萨拉基亚公主的婚礼上，担任见证新郎新娘誓言的神父，主持婚礼。
雷畢尤斯·薩路雷昂（声：浦山迅）
斯芬教的主教（比司祭地位更高）。以贝利尔等人居住的雷貝利斯首都巴魯托雷恩北区的斯芬教教会为据点进行秘密活动，在被逮捕的宵暗调查中得知，通过“宵暗”贩卖魔导具。掳走缪伊的姊姊遗体，交付宵暗魔装具的黑幕人物。对于嫌疑没有确切的证据，也不知道斯芬迪巴尼亚会采取什么行动，露西也认为现在很难抓住。与犯罪分子共谋非法收集尸体目的是进行复活魔法的研究，以对自己有利的方式解释经文以及违反重现该教主神才会的神迹禁忌。会使用“操纵尸体的魔术”，能对死者施加“奇迹”使其活动，实质上乃玷污死者的灵魂被砍头攻击后就会消散。听到来自骑士团的证人邀请后，带着修卜尔等人作为护卫连夜逃走，（漫画版）由于缪伊捡到藏起来却被漏看了的卷轴，这成为决定性的证据最终雷毕尤斯被逮捕。漫画版中，增加操纵手下的教会骑士团诱拐缪伊剧情，过去曾劝诱修卜尔让死者复活。最后结局和原作一样被抓起来得到公正的审判。

##### 教会骑士团
卡多加・拉茲翁（聲：木內秀信）
斯芬迪巴尼亞王国的教会骑士团长。接近2米的高大结实的身躯，有着与其相称的豪放磊落的性格。对国家有很强忠义心的武人。在斯芬迪巴尼亞使节团访问几天之前，带着蘿瑟前往巴鲁托雷恩视察。对自国内的派阀保持中立地位，但偏向王权派（葛伦王子）。在每年一次拜访雷貝利斯的斯芬迪巴尼亞使节团中也多次随行，与亚琉希雅和亨布里茨等雷貝利歐骑士团的干部也有交情。全身覆盖（虽然是教会骑士团共通的装备和战斗风格）重装甲，使用刺突剑艾斯托克贯穿敌人。另外，他不太擅长使用“奇迹”。认出参与刺杀斯芬迪巴尼亚使节团的人正是前任骑士团副团长西尼斯，向贝利尔提出应当独自解决他，并且发现萝瑟叛变暴露后找借口将刺杀使节团背后主谋定为西尼斯。其实蘿瑟是她的义妹，因为从小就认识她，所以在蘿瑟背叛的事情曝光后很惊讶，但之后决定为她行动，劝说贝利尔为两人掩盖真相。
蘿瑟・瑪布哈特（聲：茅野愛衣）
与贝利尔就任雷貝利歐骑士团教官同年就任的斯芬迪巴尼亞教会骑士团的新副团长（代替上一任西尼斯副团长，原本教皇和王室都不相信后被教皇拉拢进教皇派）。出身斯芬迪巴尼亚王国虔诚的斯芬教信徒，正义感强，很会照顾人的女性，喜欢小孩。蓝色的头发扎成麻花辫，琥珀色的下垂眼，说话有点慢条斯理的大方美人，但为了孩子行动时变得大胆。她也是在各地崭露头角的貝利爾的得意门生之一。大约五六年前，为了扩展见闻而在周边各地城镇旅行的时候，敲开了畢登村的剑术道场的大门，在道场接受了一年半时间的贝利尔的薰陶，一边向斯芬神祈祷一边苦练剑术修行的日子（本人曾说过“每天都过得很充实”，但在道场内也到处劝说其他门生加入斯芬教，所以贝利尔对此也很不高兴的样子）。在道场上学的时候，门生们都很仰慕她。
对贝利尔有相当的爱慕之情，在斯芬迪巴尼亚使节团问候中再会时，微笑着宣布“我是您的爱徒，蘿瑟·瑪布哈特~”握住贝利尔的手，对与她初次见面的亚琉希雅说“爱徒？”即使如此丝毫没有失去从容的笑容，也有着相当厚脸皮顽强的性格。战斗流派和卡多加等人一样，以“重装甲铠甲的防御和艾斯托克的刺突”为重点，而且她辞去道场后，在相反的手上拿着白色的凯特盾，把对方的攻击以盾迎击，准确地处理，用艾斯托克准确地击中要害。另外，与教团干部级的圣职者和卡多加不同，不会使用“奇迹”。
提及自己父母会往孤儿院捐款，因此经常接触小孩子，认为孩童是国家的宝贵资产因此养成了大人必须保护小孩的责任心。误信教皇说法雷毕尤斯主教乃因王室捏造犯罪而得到不公正裁判，因而拉拢进教皇派，甚者因孤儿院的孩子被当作人质，作为教皇派帮助暗杀葛伦王子。但是，被贝利尔发现其背叛，被他的愤怒一击砍穿盔甲击倒。接受卡多加治疗后，为了见识到真正的正义之前决定还不能死，回国后退出骑士团。
罗伯利
漫画版登场教会骑士团的一员。一只眼睛被头发遮住的温柔男子。潜入了宵暗的魔手，但在贝利尔面前离开那里。认为世界上有像贝利尔和修卜尔那样“被剑所迷惑”的剑士。对对手实力的洞察力非常优秀。极力避免与比自己强的对手战斗，为了胜利不惜使用卑劣手段（包括挖眼，暗器和毒）的狡猾危险人物。与在缪伊被绑架后追来的可露妮战斗，使用毒的战法也行不通，右臂被回转切切断而败北，认为可露妮也是特别的剑士选择投降并接受解药治疗。
乌罗
漫画版登场教会骑士团的一员。遮住下半张脸的女人。认为斯芬是尊贵的人而敬爱着，对教团的信仰比任何人都深。生下来就因为生病而被当作忌讳之子抛弃，被囚禁在牢里。以牢外传来的斯芬教的教义祈祷为契机，魔力觉醒，逃走后被教会捡到。可能是因为生病的关系，幼年时的脸是看不见的状态，不过，因为被治愈魔法觉醒而恢复到嘴角留下裂开的伤痕（所谓的“裂口女状态”）的程度。在菲瑟尔的评价中，拥有仅次于露西的魔力量，即使受到斩击，只要不会当场死亡，同伴们都会瞬间恢复治愈魔法（奇迹）（贝利尔瞄准这一点在教会内最先与她战斗）。即使是醉汉的戏言也无法原谅对斯芬的侮辱，因为大闹而被修卜尔等人说服，多少变得能忍耐。以诱拐缪伊后追来的菲瑟尔为对象，用强化魔术和弱化魔术让她陷入苦战，但在战斗的最后还是被其来自内侧的斩击击中而战败。
戈伦
漫画版登场教会骑士团的一员。面相凶恶的男人。在巴鲁托雷恩教会内遇到贝利尔，与罗伯利和乌罗一起挑战，但自己使出的一击却被他用剑鞘挡住，之后身体被切开而死亡。
伽美
漫画版登场教会骑士团的一员。戴兜帽的男人。仅凭手指的力量就能吊在天花板上，从高层跳下来毫发无伤地逃走等，体术优秀。解决了被囚禁在牢里的宵暗首领，却被亨布里兹追赶表现出了势均力敌的实力，但却遇到了亚琉希雅而败北。最后用魔装具自杀。
斯波尔/修卜爾・艾伦泰尔（聲：逢坂良太）
教会骑士团的队长。作为雷毕尤斯的护卫，一边保护他一边逃走。原作版是贝利尔冒着生命危险战斗对象，不仅招式比苏蕾娜多，力量比亨布里兹大，还会在战斗中使用“奇迹”强化身体以及不惜伤害生命延续时间。被主教雷比尤斯评价为一直想为斯芬教献上生命的虔信徒。最后被贝利尔砍中以及无法承受连续发动奇迹负担而倒下，死前话语让贝利尔不理解为此献出生命。
在漫画版在与贝利尔的剑戟战斗最后被折断的剑，砍断毙命。与原作版不同在漫画版人物姓氏、容貌背景描写大幅改变，加笔，过去在斯芬迪巴尼亚引起骚动的连续杀人事件的犯人，有著“骑士狩猎”的别名。虽然是雷毕尤斯的部下，但和贝利尔在不知道彼此身份的情况下，以剑士的身份在酒馆里意气相投。虽然喜欢喝酒，态度也不认真，但却深受部队伙伴的信赖，一方面协助雷比尤斯，另一方面也厌恶雷比尤斯将尸体当作道具的行为。执行任务时会戴著面具，很少使用奇迹。使用极其锋利的刺突剑，看不见的突刺是最大的武器。拥有与贝利尔齐名的剑术。过去曾与名为拉菲·艾莲泰尔的少女相恋，但因为没能保护好她而死去，因此认为自己的剑术没有任何意义而放弃。在缪伊被诱拐后与追来的贝利尔对峙，贝利尔识破了他的剑与以前不同的事，与他的剑戟展开了“愉快”程度的激斗。最后败给了贝利尔的一击，但在紧要关头贝利尔称赞他说“好厉害的剑，真想多看几眼。”
拉菲・艾伦泰尔
漫画版登场15年前帮助受伤的修卜尔的少女。艾伦泰尔家的千金，雇用他为卫兵。后来觉醒“奇迹”，拒绝教会的邀请，决定与修卜尔结婚。但是，受到了瞄准她身体的教会方面的袭击，在濒死状态下治好了比自己受伤的修卜尔的身体，自己却丧命了。她的魔力就那样寄宿在修卜尔的身体里，一直守护着他。

## 用语设定
雷貝利斯王国
位于广阔的加利亚大陆北部的王政国家，首都是巴魯托雷恩。东南与斯芬迪巴尼亞接壤，西南与薩琉亞·札爾克帝国接壤。虽然四季分明，但没有严酷的旱季和雨季，全年气候温暖宜人，农业和畜牧业兴盛。拥有仅由通过严格入团考试的人所组成的强壮的雷貝利歐骑士团，以及仅由有魔法素养的人所组成的魔法师团。
畢登村
从雷貝利斯王国西端的巴魯托雷恩乘坐马车约一天的距离，那里对贝利尔是个堪称乡村的闲适村庄，是他的故乡。村子西面是与薩琉亞·札爾克帝国分隔国境的险峻的阿弗拉塔山脉，交通闭塞，阻碍了村子的发展。貝利爾的父亲莫尔迪亚·母亲芙莲，以及继承道场的蓝铎里德一家生活在这里。
首都巴魯托雷恩
雷貝利斯王国的首都，城市本身被围墙包围的城塞都市。大致分为北区、南区、东区、西区、中央区5个区：国家重要机关和繁华区集中在中央区，教会和皇宫等观光景点集中在北区，市民常逛市集商店在西区。其中东区和南区的交界处，俗称东南区治安很不好，有许多孤儿在那里生活，缪伊与其姐姐以前生活在那里，据露西介绍不乏有魔法师出身在那个地区。巴魯托雷恩有与骑士团和魔法师团不同的王国守备队（皇家卫兵队），负责城镇出入口和各重要机关的警备。首都郊外是一大片辽阔的农业区风光，比贝利尔故乡毕登村所有田地更大，在故事两国王族拜访雷贝利斯首都行程中出现。
雷貝利歐骑士团
王国最强的精锐部队，1名骑士的力量相当于10名其他国家的骑士。
魔法
以魔力为媒介发生的事象（包括被称为特别讨伐指定目标怪物的能力和奇迹、神秘等）。其中可以用人手再现的技术体系被称为“魔术”。 根据宗教的不同，使受伤恢复的魔术等被称为“奇迹”，有所区别。这些都是魔术师和圣职者的定义，所以一般来说魔术和魔法并没有什么区别。

另外，魔法在战斗中虽然适合在近~中距离的射程内进行范围攻击和散布特殊效果，但不适合在远距离长射程下发挥作用，使用时的疲劳度也不容小觑，所以这里不受人力和魔法的影响也有在有用性上让位给兵器的局面（虽然魔法也不是不可能做到，但要露西级的实力者才能做到）。
魔术师
会使用魔术的人类。能够使用魔术天赋的人非常稀少（魔装具的发明可以让普通人都会使用魔法，但造价昂贵），在雷貝利斯王国几乎全员不论出生年龄与否都会进入魔术师学院，就读期间不用担心生计，毕业后担任魔法师团或冒险者等职。能产生火焰和雷电的魔术非常强力，对普通士兵来说简直不堪一击。从威力和加害范围来看，擅长歼灭战，但不适用于重视护卫和隐蔽性的任务。
冒险者
字面意义的冒险家。隶属于公会包括战士、魔术师和索敌役（搜索者）的总称。賺钱多，危险度也高。公会不停留在雷貝利斯王国内，而是跨越国境的存在，如字面所示，是在世界各地奔走的人们。通常是由数人组成队伍来接受公会的委托，委托内容从寻找失物到讨伐强力的怪物等等。冒险者根据实力划分等级，实力从低递升依次为白>铜>银>黄金>白金>海洋>与黑色分开。最高等级的黑等级存在于人类以外的领域，实际上海洋被认为是最高等级。阶级越高就会被委以重要的案件，如果是黑等级的话，被委以关系到国家存亡的案件也不稀奇。苏蕾娜花了十五年才升上黑等。
特别讨伐指定目标（ネームド）
在众多怪物中被认为难以讨伐、不可能讨伐的个体。公会为其取了识别的名字，并将其视为灾害。冒险者公会和骑士团等组织会对怪物个体给予称呼和赏金，在唤起注意的同时推荐讨伐的目标，总共有十四只被指定。大多数情况下比通常的怪物更大，而且强度和智能也相差悬殊，因此当指定目标出现时，骑士团的精挑细选和白金等级以上的精明冒险者都会出动讨伐，但即使如此讨伐也很罕见。被打倒的话，那些怪物的部位作为☆5级魔装具的材料被珍重。苏蕾娜的双剑也是其中之一。
泽诺·葛雷布（ゼノ・グレイブル）（CV：稻田彻）
鸟兽型怪物的一种，被分类为大型种。拥有强大和俊敏并存的身躯，凭借着强健的四肢，硬质的喙与贝利尔展开了激烈的战斗。普遍为白色的羽毛，但是也存在拥有着让人想起灼热的红色羽毛的个体，这种个体是被称为“泽诺·葛雷布”的特别指定讨伐指定目标。
素材
成功讨伐名兽等强力个体时，其骸中残留下来的骨头、嘴、牙、四肢、爪等将作为素材重生为武器，成为强力的大业物。除了单纯的斩件和耐久力远远超过普通武器之外，武器还继承了素材本身的个体特征。举例来说，贝利尔所持之剑使用了狮鹫兽的脚、爪子、骨头，狮鹫兽所持有的热量与魔力寄宿在剑上。苏蕾娜的双剑继承了龙的自我再生能力，即使刀刃缺了也能马上复原。宵夜的披风“噬魔风衣”能使魔术无效化。成功讨伐强力怪物后，尸体回收班会由公会全体出动编成，对象是指定目标的话，学者、魔术师、商人以及他们的护卫等也会同行，成为大规模的商队。
斯芬迪巴尼亞（スフェンドヤードバニア）
位于雷貝利斯王国东南方国境的小国。将斯芬教定义为国教，首都也是教都迪尔玛哈卡。虽然国政本身是君主制，但斯芬教的教皇也是“该国所拥有的大宗教的最高指导者”具有更高民族威望，国王也要听从斯芬教会，不能无视教宗的意见。实权掌握在国王，世世代代由王族担任议长的教国国会是政治中枢，人事命令决定在由国王领导的国会手上。因此在表面里面王国派和教皇派两大派系之间产生对立，并且王国和教会各自也不顾百姓生活和民心安定的政治斗争慢性化，国民贫富差距也很大，国情也很难稳定。国家拥有的官方武力机关也打着“教会骑士团”的旗号，可见这个国家的政治和宗教错综复杂地混杂在一起。斯芬迪巴尼亚王国和雷贝利斯王国在政治和外交上友好，该国每年都会派出教会骑士团护送的王族贵族大人物组成使节团出使拜访雷贝利斯国内成为常态，最近王族之间交往也到了谈婚论嫁地步。雷贝利斯王国为迎接这一时期活动，则会向冒险者公会发布委托消灭使节团沿途周围的魔物讨伐命令。
斯芬教
跨越国境（包括雷貝利斯）在各地获得信徒，在斯芬迪巴尼亞拥有总部山，就连贝利尔这种不懂人情世故的乡下大叔也至少听说过这个名字的大宗教。信仰唯一神斯芬。其教义是将过去实际存在的剑士神格化为“神的现身”，身体强化魔术和回复魔术被视为神的奇迹。斯芬教内部阶级划分从高到低依次为教皇（教宗）>主教（司教）>主祭（司祭）>助祭（常见修女或者见习修道士负责）。

在雷貝利斯中被认为是“‘魔术’这种人类能够研究、理解并使用的技术体系”的魔法力量中，类似于恢复和身体强化的力量，在斯芬教中则被认为是“神带给虔诚的人们的‘奇迹’”，并被纳入教义中。另一方面，在雷貝利斯（包含恢复系在内的“魔术”的最大权威露西的笔迹）完全被否定的“死者复活”在法话中被歌颂为“斯芬神的最高奇迹”。雷貝利斯的魔法师基本上不会进行咏唱，与之相对，使用“奇迹”的一般斯芬教信者（虔诚者在宗教礼仪意义上）在行使时也会伴随着咏唱。这决定了两国民族性格上的不同。

作为人们心灵寄托的大宗教，也设有收容不幸儿童的孤儿院。其中也有与犯罪组织“宵暗之魔手”盗贼团有联系的人，逐渐透露有可疑的一面……。
教会骑士团
斯芬教直属骑士团（漫画版是雷毕尤斯的私人军队）。骑士团成员的标准装备是刺突剑。另外，由于教会的“奇迹”，能够在战斗中暂时性地强化身体能力（由于存在时间限制因此有实力者往往不会倚靠作战），也有能够使用治愈魔法的人。

## 出版書籍

### 輕小說
《鄉下大叔成為劍聖～只是區區鄉下劍術師傅，成大器的弟子們卻不肯放過我～》的作者為佐賀崎茂（佐賀崎しげる），在2020年11月17日開始於用戶生成內容網站成為小說家吧上連載，隨後其版權被史克威爾艾尼克斯收購，並於2021年4月7日輕小說化，由鍋島哲弘繪畫插圖。
此外，《鄉下大叔成為劍聖》的英語版輕小說則由J-Novel Club代理出版。
| 冊數 | 史克威爾艾尼克斯 | 史克威爾艾尼克斯       | 東立出版社    | 東立出版社                           |
| 冊數 | 發售日期         | ISBN                   | 發售日期      | ISBN                                 |
| ---- | ---------------- | ---------------------- | ------------- | ------------------------------------ |
| 1    | 2021年4月7日     | ISBN 978-4-7575-7190-7 | 2024年3月25日 | ISBN 978-626-021-084-7（首刷附錄版） |
| 2    | 2021年9月7日     | ISBN 978-4-7575-7462-5 | 2024年8月12日 | ISBN 978-626-021-688-7（首刷附錄版） |
| 3    | 2022年2月7日     | ISBN 978-4-7575-7732-9 | 2025年2月10日 | ISBN 978-626-023-638-0（首刷附錄版） |
| 4    | 2022年7月7日     | ISBN 978-4-7575-8022-0 | 2025年6月9日  | ISBN 978-626-024-208-4（首刷附錄版） |
| 5    | 2022年12月7日    | ISBN 978-4-7575-8300-9 |               |                                      |
| 6    | 2023年6月7日     | ISBN 978-4-7575-8605-5 |               |                                      |
| 7    | 2024年1月6日     | ISBN 978-4-7575-8997-1 |               |                                      |
| 8    | 2024年8月6日     | ISBN 978-4-7575-9345-9 |               |                                      |
| 9    | 2025年3月27日    | ISBN 978-4-7575-9777-8 |               |                                      |

### 漫畫
《鄉下大叔成為劍聖》的漫畫版由乍藤和樹主筆，並於2021年8月24日開始在秋田書店旗下的網站「到處都是Young Champion」（どこでもヤングチャンピオン）上連載。漫画版的故事展开也有与原作小说不同的部分。
海外英語版方面，Yen Press在2024年Sakura-Con的座談會上宣布他們已獲得改編漫畫的授權。
| 冊數 | 秋田書店      | 秋田書店               | 東立出版社    | 東立出版社             |
| 冊數 | 發售日期      | ISBN                   | 發售日期      | ISBN                   |
| ---- | ------------- | ---------------------- | ------------- | ---------------------- |
| 1    | 2022年2月18日 | ISBN 978-4-253-30691-1 | 2024年2月1日  | ISBN 978-6-260-20570-6 |
| 2    | 2022年6月20日 | ISBN 978-4-253-30692-8 | 2024年4月29日 | ISBN 978-6-260-21343-5 |
| 3    | 2023年7月25日 | ISBN 978-4-253-30693-5 | 2024年7月4日  | ISBN 978-626-02-1344-2 |
| 4    | 2023年8月24日 | ISBN 978-4-253-30694-2 |               |                        |
| 5    | 2024年1月26日 | ISBN 978-4-253-30695-9 |               |                        |
| 6    | 2024年8月6日  | ISBN 978-4-253-30696-6 |               |                        |
| 7    | 2025年3月27日 | ISBN 978-4-253-30697-3 |               |                        |

#### 衍生漫画
佐贺崎表示，在各漫画化作品中，正编漫画化作品“乍藤老师很好地改编了原作的故事，将其作为一部漫画很好地重新构成。”事情就是这样。在《魔法剑士》中，故事的起承转合流程由佐贺崎决定，渡边树负责构成。关于《龙双剑的轨迹》，他说“我并没有像菲瑟尔所说的那样严格地决定”。
- 佐賀崎しげる（原作）・鍋島テツヒロ（原作）・空路恵（作画）・渡辺樹（構成） 『片田舎のおっさん、剣聖になる外伝 はじまりの魔法剣士』 スクウェア・エニックス〈ガンガンコミックスUP!〉、既刊1巻（2025年3月27日現在）
  1. 2025年3月27日発売[16]、ISBN 978-4-7575-9775-4
- 佐賀崎しげる（原作）・鍋島テツヒロ（原作）・ハザマササミ（作画）・四谷ゼンジ（構成） 『片田舎のおっさん、剣聖になる外伝 竜双剣の軌跡』 スクウェア・エニックス〈ヤングガンガンコミックス〉、既刊1巻（2025年3月27日現在）
  1. 2025年3月27日発売[17]、ISBN 978-4-7575-9776-1

## 電視動畫
2024年8月宣布电视动画化，标题简化为《乡下大叔，成为剑圣》。第1季於2025年4月至6月播放。2025年6月宣布电视动画第2季，预定2026年播出。

### 製作人員
- 原作：佐賀崎茂、鍋島哲弘（漫畫）
- 導演：鹿住朗生
- 劇本統籌：岡田邦彥
- 角色設計：早坂皋月
- 藝術總監：古我忘
- 色彩設計：鈴木咲繪
- 美術監督：山下泰希
- 攝影監督：池田健一
- 3D製作：YAMATOWORKS
- 編輯：丹彩子
- 音響監督：平澤尚良
- 音樂：高梨康治
- 動畫製作：passione、HAYABUSA FIlM
- 製作：鄉下大叔成為劍聖製作委員會

### 主題曲
片頭曲HEROES
演唱：西川貴教，作詞：西川貴教、作曲：沖聡次郎（Novelbright）、編曲：龜田誠治。
片尾曲Alright!!!
演唱：FLOW，作詞：KOHSHI ASAKAWA、作曲：TAKESHI ASAKAWA、編曲：FLOW。

### 各话列表
| 第一话   |                        | 冈田邦彦 | 鹿住郎生、森田修平                       | 武本大树 | 矢由菜摘、福岛勇、绀野美澄、朝日缠、山口圭子、山根苍、佐佐木政胜 | 早川皋月                                                                                        | 2025年 4月5日 |
| 第二話   |                        | 冈田邦彦 | 鹿住朗生                                 | 川岛胜   | Nguyen Thi Lan Ngoc、Phung Yen Phuong、金禧英、郑英姬、阮玥瑾、潘景皓、柯司昴                                                                                                | 早川皋月、山根苍、矢山菜摘、羽田浩二                                                            | 4月12日       |
| 第三話   |                        | 冈田邦彦 | 頂真司                                   | 貴田祐太 | 鶴田愛、加瀨遥奈、矢山菜摘、Nguyen Thi Lan Ngoc、Phung Yen Phuong、慎亨祐、趙殷卿、申今燮、鄭英姬、尹貞仁、宋世賢、阮玥瑾、韩卉、育松動畫製作有限會社                        | 早坂皋月、紺野美澄、福島勇                                                                      | 4月19日       |
| 第四話   |                        | 尾崎悟史 | 頂真司                                   | 一居一平 | 朝日纏、高菜、野道佳代、鶴田愛、趙殷卿、任逸悠、潘景皓、江晨昱 | 山根葵、福島勇                                                                                  | 4月26日       |
| 第五话   |                        | 冈田邦彦 | 吉川博明                                 | 森友宏树 | 加濑遥奈、尹贞仁、申今燮、郑英姬、柯司昴、彭丽颖、江晨昱 | 早川皋月、矢山菜摘、山口圭子、山根葵、绀野美澄                                                  | 5月3日        |
| 第六话   |                        | 尾崎悟史 | 吉川博明                                 | 一居一平 | 阿部加奈子、ECHO Animation、柯司昴、秦诗雨、韩卉、阮玥瑾、彭丽颖、潘景皓、孔恺阔、申今燮、吕真映、火鸟动画制作集团                                                           | 早坂皋月、福岛勇、矢山菜摘、山口圭子、山根葵、绀野美澄                                          | 5月10日       |
| 第七话   |                        | 冈田邦彥 | 地冈公俊、中山正惠、鹿住朗生             | 森友宏树 | 加濑遥奈、安达佑、潘景皓、秦诗雨、彭丽颖、韩卉、尹贞仁、申今燮、郑英姬 | 早坂皋月、矢山菜摘、山口圭子、山根葵、绀野美澄                                                  | 5月17日       |
| 第八话   |                        | 冈田邦彥 | 頂真司                                   | 貴田祐太 | 矢山菜摘、朝日纏、鶴田愛、高源、徐鵬、Nguyen Thi Lan Ngoc、Phung Yen Phuong、ECHO Animation、柯司昴、阮玥瑾、潘景皓、韩卉、火鳥動画制作集團                                  | 早坂皐月、福島勇、矢山菜摘、山根葵、山口圭子、紺野美澄                                          | 5月24日       |
| 第九话   |                        | 冈田邦彥 | 龜井隆                                   | 川島勝   | 野道佳代、阿部加奈子、朝日纏、尹貞仁、趙殷卿、鄭英姬、申秀孌、呂真映、张金浩、郑钰容、林若轩                                                                                 | 山根葵、矢山菜摘、紺野美澄、山口圭子、Nguyen Thi Lan Ngoc、Phung Yen Phuong、金珉延、汤强、高源 | 5月31日       |
| 第十话   | 老鄉巴佬守護公主       | 尾崎悟史 | 柿田小太郎、森田修平、横嶋俊久、鹿住朗生 | 川島勝   | 阿部加奈子、尹貞仁、鄭英姬、潘景皓、秦诗雨、夏芒、郑钰容、林若轩、张金浩、徐超                                                                                               | 山根葵、矢山菜摘、紺野美澄、山口圭子、Nguyen Thi Lan Ngoc、Phung Yen Phuong、金珉延、汤强       | 6月7日        |
| 第十一话 | 老鄉巴佬投身殊死搏鬥   | 岡田邦彦 | 柿田小太郎、鹿住朗生                     | 貴田祐太 | 野道佳代、高菜、鶴田愛、阿部可奈子、小笠原麻美、矢山菜摘、徐鵬、高源、呂真映、申秀孌、潘景皓、秦诗雨、韩卉、孔恺阔、彭丽颖、鄭英姬、尹貞仁、火鳥動画制作集團、ECHO Animation | 山根葵、紺野美澄、山口圭子、Nguyen Thi Lan Ngoc、Phung Yen Phuong、金珉廷、汤强                 | 6月14日       |
| 第十二话 | 老鄉巴佬榮獲“劍聖”美譽 | 岡田邦彦 | 頂真司                                   | 一居一平 | 鶴田愛、野道佳代、高菜、阿部可奈子、小笠原麻美、尹貞仁、鄭英姬、申秀孌、呂眞映、郑钰容、张金浩、孔恺阔、潘景皓、徐鵬                                                         | 矢山菜摘、山根葵、山口圭子、紺野美澄、Nguyen Thi Lan Ngoc、Phung Yen Phuong、汤强、金珉延       | 6月22日       |

### 播映平台
| 播放日期             | 播放時間（UTC+9）  | 播放電視台                 | 播放地區 | 備註                    |
| -------------------- | ------------------ | -------------------------- | -------- | ----------------------- |
| 2025年4月5日—6月21日 | 星期六 23:30—00:00 | 朝日電視台系列全24部電視台 | 日本全國 | 「IM animation!!!」時段 |
| 2025年4月6日—6月22日 | 星期日 23:00—23:30 | AT-X                       | 日本全域 | CS放送                  |
|                      |                    | BS11                       | 日本全域 | BS放送                  |

| 播映地區 | 播映平台           | 播映日期             | 播映時間              | 備註   |
| 第1季    | 第1季              | 第1季                | 第1季                 | 第1季  |
| -------- | ------------------ | -------------------- | --------------------- | ------ |
| 部分地區 | Amazon Prime Video | 2025年4月5日—6月22日 | 星期六 23:00（UTC+8） | [ 22 ] |
| 中国大陆 | 哔哩哔哩           | 2025年4月19日—       | 星期六 23:00（UTC+8） | [ 23 ] |

### BD
| 卷數  | 發售日期          | 收錄話數     | 規格編號 |
| 第1季 | 第1季             | 第1季        | 第1季    |
| ----- | ----------------- | ------------ | -------- |
| 上    | 2025年12月3日預定 | 第1話—第6話  | HPXN-456 |
| 下    | 2026年1月9日預定  | 第7話—第12話 | HPXN-457 |

## 反應
2024年1月，《鄉下大叔成為劍聖》的實體版及數位版漫畫累計冊數突破400萬大關。
截至2024年11月系列累计册数突破650万册。截止2025年4月系列累计册数突破800万册。
《鄉下大叔成為劍聖》在2023年5月與其他八部作品一起成為「Piccoma AWARD」漫畫部門」得獎作。該漫畫在同月也在樂天Kobo第一屆電子漫畫書大獎中獲得季軍，被遴選為宮脇書店主辦的Miyawaki Comic Awards（ミヤコミ）2023的獲獎作品之一，還在分別排在第九屆下一部人氣漫畫大賞網路漫畫類別的第13名，以及贏得2023年大眾票選TSUTAYA漫畫大賞的亞軍，僅惜敗予荒川弘的《黃泉使者》。踏入2024年後，《鄉下大叔成為劍聖》亦在第19回全國書店店員推薦漫畫獎中取得第13名，漫畫版在同年獲選2024年「BookLive!讀者票選」奇幻漫畫類第5名。

## 评价
本作以原作小说和漫画版的表现和设定差异非常大而为人所知。简单来说，原作比较重视“乡村大叔”的要素（日常描写），漫画版比较重视“剑圣”的要素（剑术动作描写）。原作是作者以“想成为小说家”为目的而写的，为了在同网站上得到评价，不仅故事的展开速度快，文体也很轻松，序盘的贝利尔是个很轻松的角色，比起战斗更喜欢和女主角重视交流之类的日常描写。另一方面，漫画版的贝利尔不仅从一开始就被描写成剑的求道者，还追加和修改了原作小说中没有的情节，变更了以上述贝利尔为首的角色性格和设定等，与原作相比增加了许多战斗场景。担当的乍藤先生的绘画能力和表现力爆发的稳重风格，获得了众多粉丝的喜爱，以跨媒体展开的幻想小说虽说这在小说中很常见，但以销量为基准来看，漫画版的支持层占了作品的近9成，出现了很大的偏差。

另一方面，小说版和以此为基础的动画版中，对于漫画版中深入挖掘的情节和表现，实际上很多时候都是简单地删减掉。
特别是漫画版的主角贝利尔的才能和战斗描写，不仅有详细提到，还被放大为相当神秘的存在。也因为这个原因，根据原作小说、漫画版、动画版入门的不同，每个观众对其他媒体的印象也会产生不同的困惑。
动画虽然是以原作小说为基础，但也有描写与女性角色交流等原创故事。战斗描写与漫画版相比较略逊色，不过与亚琉希娅的战斗等也渐渐得到了较好评价。

动画化企划开始是在放送的约3年前，小说出版了3册，漫画化的第1卷发售之后的时间点。当时“成为小说家系”中也以异世界转生系最为盛行，考虑到从黎明期开始接触“成小说家系”作品的观众已经30~40岁，因此以着眼于“大叔主人公的发家故事”的原作，以“大叔制作的，理想大叔的大叔动画”概念进行企划演示了。因此动画版是根据原作制作的。

当时的漫画版虽然在表现上多少有些差异，但与原作并没有太大的背离，也没有动画化的人气。因此，“因为漫画版的人气而实现动画化”的观点恐怕是错误的。之所以会产生这种看法，是因为在动画化正式发表之前，漫画版的人气比原作高太多了。关于这个理由，制作人日野亮表示“背景有各种各样的事情，不过，与版权管理公司史克威尔艾尼克斯反复协商之后结果，决定以小说为基础进行描绘”。导演鹿住朗生表示“小说是以角色们的人性故事为主轴，漫画化则以充满魄力的战斗为主”、“为了挖掘角色的个性和电视剧的趣味性而以小说为基础也是理由之一”像这样说道。此外，在脚本会议上，原作者佐贺崎每次都会出席，并对剧本的每一句台词进行监修。

## 腳註

## 外部連結
- 日文版實體輕小說官方網站 （日語）
- 東立出版社上的繁中版實體輕小說官方網站
- 成為小說家吧上的網路輕小說官方網站 （日語）
- 「到處都是Young Champion」上的漫畫官方網站 （日語）
- 鄉下大叔成為劍聖～只是區區鄉下劍術師傅，成大器的弟子們卻不肯放過我～在動畫新聞網百科全書中的資料（英文）
- 電視動畫「鄉下大叔成為劍聖～只是區區鄉下劍術師傅，成大器的弟子們卻不肯放過我～」官方網頁（日語）
- Webtoon上的彩色条漫版官方网站（英文）